# Љубореч
Љубореч (слч. Ľuboreč) насељено је мјесто са административним статусом сеоске општине (слч. obec) у округу Лучењец, у Банскобистричком крају, Словачка Република.

## Становништво
| Година:    | 1994. | 2004.    | 2014.    | 2024.   |
| ---------- | ----- | -------- | -------- | ------- |
| Број људи: | 265   | 293      | 333      | 344     |
| Разлика:   |       | +10,56 % | +13,65 % | +3,30 % |

| Година:    | 2023. | 2024.   |
| ---------- | ----- | ------- |
| Број људи: | 349   | 344     |
| Разлика:   |       | -1,43 % |

Према подацима о броју становника из 2011. године насеље је имало 335 становника.